# Grand View (Wisconsin)
Grand View es un lugar designado por el censo ubicado en el condado de Bayfield en el estado estadounidense de Wisconsin. En el Censo de 2010 tenía una población de 163 habitantes y una densidad poblacional de 85,05 personas por km².

## Geografía
Grand View se encuentra ubicado en las coordenadas 46°22′5″N 91°6′12″O / 46.36806, -91.10333. Según la Oficina del Censo de los Estados Unidos, Grand View tiene una superficie total de 1.92 km², de la cual 1.92 km² corresponden a tierra firme y (0%) 0 km² es agua.

## Demografía
Según el censo de 2010, había 163 personas residiendo en Grand View. La densidad de población era de 85,05 hab./km². De los 163 habitantes, Grand View estaba compuesto por el 93.25% blancos, el 0.61% eran afroamericanos, el 3.07% eran amerindios, el 0% eran asiáticos, el 0% eran isleños del Pacífico, el 0% eran de otras razas y el 3.07% pertenecían a dos o más razas. Del total de la población el 3.68% eran hispanos o latinos de cualquier raza.